# Nikola Vučević
Nikola Vučević (serbisch-kyrillisch Никола Вучевић; * 24. Oktober 1990 in Morges, Schweiz) ist ein montenegrinischer Basketballspieler, der seit 2021 bei den Chicago Bulls in der US-Profiliga NBA unter Vertrag steht. Vučević wurde im NBA-Draft 2011 von den Philadelphia 76ers ausgewählt und nach einem Jahr an die Magic transferiert. In seiner Zeit in Orlando wurde Vučević unter anderem zweimal NBA-All-Star.

## Karriere

### High School
Vučević wuchs vor allem in Belgien auf, wo sein Vater Borislav Vučević zu dieser Zeit als Basketballspieler aktiv war. Mit 17 Jahren ging er in die Vereinigten Staaten. In seinem einzigen Jahr auf der High School erzielte Vučević im Schnitt 18 Punkte und 12 Rebounds für die Stoneridge Prep in Simi Valley, Kalifornien. Er führte sein Team in Punkten sowie Rebounds an und war zeitgleich Mannschaftskapitän.

### College
Vučević spielte drei Jahre lang für die Trojans der University of Southern California.
Nach einem eher langsamen Start in seinem ersten Jahr avancierte Vučević in seinem zweiten Jahr mit 9,7 Rebounds pro Spiel zum besten Rebounder und mit 10,7 Punkten pro Spiel zum zweitbesten Scorer der Trojans. Er führte zudem die Pac-10 Conference mit 283 Rebounds an und wurde zum „Most Improved Player 2009/10“ der Pac-10 gewählt. In seinem Junior-Jahr wurde Vučević in das Pac-10 First Team gewählt und im März 2011 gab er bekannt, dass er sich für den NBA Draft anmelden würde.

### NBA

#### Philadelphia 76ers
Vučević wurde an 16. Stelle von den Philadelphia 76ers gedraftet. Am 4. Februar 2012 erzielte er in einem Spiel gegen die Atlanta Hawks seine damalige Bestmarke von 15 Punkten. Am 10. August 2012 wurde er in einem Tausch, der Spieler wie Dwight Howard, Andrew Bynum und Andre Iguodala umfasste, an die Orlando Magic getauscht.

#### Orlando Magic
Am 31. Dezember 2012 stellte Vučević mit 29 Rebounds in einem Spiel eine historische Teambestmarke für die Orlando Magic auf. Vučević schloss die Saison stark verbessert mit 13,1 Punkte und 11,9 Rebounds pro Spiel ab. Das Jahr darauf konnte er seine Leistungen bestätigen und erzielte 14,2 Punkte und 11,0 Rebounds pro Spiel. Die Magic verpassten jedoch abermals die Playoffs.
Am 23. Oktober 2014 verlängerte Vučević seinen Vertrag bei den Magic um weitere vier Jahre. Der Vertrag garantiert ihm 53 Millionen Dollar. 2019 wurde Vučević erstmals in das NBA All-Star Game berufen.

#### Chicago Bulls
Am 25. März 2021 wurde der 30-jährige All-Star nach knapp neun Jahren in Orlando zu den Chicago Bulls getauscht.

### Nationalmannschaft
Mit der Auswahl Montenegros nahm Vučević an den Europameisterschaften 2011 und 2013 teil. Nach eigener Aussage wird er jedoch unter Trainer Luka Pavićević nicht mehr für die Nationalmannschaft auflaufen.

## Auszeichnungen und Erfolge
2× NBA All-Star: 2019, 2021
3× NBA-Spieler der Woche: 31. März 2014, 19. November 2018, 18. November 2019

## Karriere-Statistiken

### NBA

#### Reguläre Saison
| Saison  | Team         | GP  | GS  | MPG  | FG % | 3P % | FT % | RPG  | APG | SPG | BPG | PPG  |
| ------- | ------------ | --- | --- | ---- | ---- | ---- | ---- | ---- | --- | --- | --- | ---- |
| 2011–12 | Philadelphia | 51  | 15  | 15.9 | .450 | .375 | .529 | 4.8  | 0.6 | 0.4 | 0.7 | 5.5  |
| 2012–13 | Orlando      | 77  | 77  | 33.2 | .519 | .000 | .683 | 11.9 | 1.9 | 0.8 | 1.0 | 13.1 |
| 2013–14 | Orlando      | 57  | 57  | 31.8 | .507 |      | .766 | 11.0 | 1.8 | 1.1 | 0.8 | 14.2 |
| 2014–15 | Orlando      | 74  | 74  | 34.2 | .523 | .333 | .752 | 10.9 | 2.0 | 0.7 | 0.7 | 19.3 |
| 2015–16 | Orlando      | 65  | 60  | 31.3 | .510 | .222 | .753 | 8.9  | 2.8 | 0.8 | 1.1 | 18.2 |
| 2016–17 | Orlando      | 75  | 55  | 28.8 | .468 | .307 | .669 | 10.4 | 2.8 | 1.0 | 1.0 | 14.6 |
| 2017–18 | Orlando      | 57  | 57  | 29.5 | .475 | .315 | .819 | 9.2  | 3.4 | 1.0 | 1.1 | 16.5 |
| 2018–19 | Orlando      | 80  | 80  | 31.4 | .518 | .364 | .789 | 12.0 | 3.8 | 1.0 | 1.1 | 20.8 |
| 2019–20 | Orlando      | 62  | 62  | 32.2 | .477 | .339 | .784 | 10.9 | 3.6 | 0.9 | 0.8 | 19.6 |
| 2020–21 | Orlando      | 44  | 44  | 34.1 | .480 | .406 | .827 | 11.8 | 3.8 | 1.0 | 0.6 | 24.5 |
| 2020–21 | Chicago      | 26  | 26  | 32.6 | .471 | .388 | .870 | 11.5 | 3.9 | 0.9 | 0.8 | 21.5 |
| 2021–22 | Chicago      | 73  | 73  | 33.1 | .473 | .314 | .760 | 11.0 | 3.2 | 1.0 | 1.0 | 17.6 |
| 2022–23 | Chicago      | 82  | 82  | 33.5 | .520 | .349 | .835 | 11.0 | 3.2 | 0.7 | 0.7 | 17.6 |
| 2023–24 | Chicago      | 76  | 74  | 34.3 | .484 | .294 | .822 | 10.5 | 3.3 | 0.7 | 0.8 | 18.0 |
| Gesamt  | Gesamt       | 899 | 836 | 31.4 | .495 | .341 | .768 | 10.5 | 2.8 | 0.8 | 0.9 | 17.1 |
| Allstar | Allstar      | 2   | 0   | 12.5 | .500 | .200 |      | 6.0  | 1.5 | 1.0 | 0.0 | 4.5  |

#### Play-offs
| Saison  | Team         | GP | GS | MPG  | FG % | 3P % | FT % | RPG  | APG | SPG | BPG | PPG  |
| ------- | ------------ | -- | -- | ---- | ---- | ---- | ---- | ---- | --- | --- | --- | ---- |
| 2011–12 | Philadelphia | 1  | 0  | 3.0  | .000 |      | .500 | 1.0  | 0.0 | 0.0 | 0.0 | 1.0  |
| 2018–19 | Orlando      | 5  | 5  | 29.4 | .362 | .231 | .786 | 8.0  | 3.0 | 0.4 | 1.0 | 11.2 |
| 2019–20 | Orlando      | 5  | 5  | 37.0 | .505 | .409 | .909 | 11.0 | 4.0 | 0.8 | 0.6 | 28.0 |
| 2021–22 | Chicago      | 5  | 5  | 36.2 | .440 | .310 | .800 | 12.4 | 3.2 | 0.4 | 1.2 | 19.4 |
| Gesamt  | Gesamt       | 16 | 15 | 32.3 | .448 | .343 | .813 | 9.9  | 3.2 | 0.5 | 0.9 | 18.4 |